# Liste der Monuments historiques in Maurens (Haute-Garonne)
Die Liste der Monuments historiques in Maurens (Haute-Garonne) führt die Monuments historiques in der französischen Gemeinde Maurens auf.

## Liste der Bauwerke
| Bezeichnung       | Beschreibung              | Standort | Kennzeichnung | Schutzstatus | Datum | Bild           |
| ----------------- | ------------------------- | -------- | ------------- | ------------ | ----- | -------------- |
| Kirche Notre-Dame | Erbaut im 16. Jahrhundert | (Lage)   | PA00094378    | Inscrit      | 1979  | weitere Bilder |